# Елена Янкова
Олена (Єлена) Колева Янкова (болг. Елена Колева Янкова; 1825, Ямбол — 1901, Болград) — болгарська народна співачка, фольклористка.

## Життєпис
Народилася в місті Ямбол (Болгарія), ще маленькою дитиною переїхала з родиною до Бессарабії в село Санбатир (Виноградне), а з 1859 року, після заміжжя і народження сина Георгія, жила в Болграді.
Перша збірка, що містила 333 тексти пісень, «Български народни песни от Елена Янкова, записал и издал полк. Георги Янков» була опублікована в 1908 році в місті Пловдів її сином — полковником Георгієм Янковим. громадським та військовим діячем. Трохи пізніше вже за сприяння його сестри Кіни болгарський композитор Добрі Христов відтворив 215 мелодій, і в 1913 році у збірнику «Сборник за народни умотворения, наука и книжнина» була опублікована друга збірка пісень Єлени з нотами.
У 1982 році, у передмові до своєї капітальної праці про музичні традиції болгар в Україні та Молдові, академік Микола Кауфман писав, що «ніде не згадувалося, що насправді першою найбільшою колекцією нотованих народних пісень та інструментальної музики є „Болгарські народні пісні з Бессарабії“, зібрані полковником Янковим, нотовані Д. Христовим (Долінським)».
Померла у 1901 році та похована в Болграді.

## Вшанування пам'яті
У місті Ямбол на вулиці Олени Янкової, навпроти будівлі Ямбольської регіональної адміністрації, є меморіальна дошка Олені Янковій.
У серпні 2025 року в Болграді, у форматах онлайн та офлайн, відбудеться Міжнародний фольклорний фестиваль «З піснями Олени Янкової».